# Campionati tedeschi di slittino 2023
I Campionati tedeschi di slittino 2023 furono la centotreesima edizione della rassegna nazionale dello slittino, manifestazione organizzata annualmente dalla Bob- und Schlittenverband für Deutschland. Si tennero nel corso della stagione agonistica 2022/23 e precisamente il 30 dicembre 2022 ad Oberhof, in Germania, sulla pista omonima, la stessa sulla quale il mese seguente si sarebbero svolte le competizioni valide per l'assegnazione dei titoli mondiali; con l'introduzione della disciplina della prova a coppie donne furono disputate gare in cinque differenti specialità: nel singolo femminile, nel singolo maschile, nel doppio femminile, nel doppio maschile e nella gara a squadre.
Le medaglie d'oro furono ottenute da Anna Berreiter nella prova individuale donne, da Felix Loch in quella degli uomini, da Jessica Degenhardt e Cheyenne Rosenthal nella gara a coppie femminile, da Tobias Wendl e Tobias Arlt in quella maschile; Dajana Eitberger insieme agli stessi Loch, Wendl e Arlt primeggiarono nella staffetta.

## Risultati

### Singolo donne
La gara fu disputata il 30 dicembre 2022 nell'arco di due manches e presero parte alla competizione 6 atlete; campionessa uscente era Julia Taubitz, che concluse la prova al secondo posto, ed il titolo fu conquistato da Anna Berreiter -il suo primo-, mentre terza giunse Cheyenne Rosenthal.

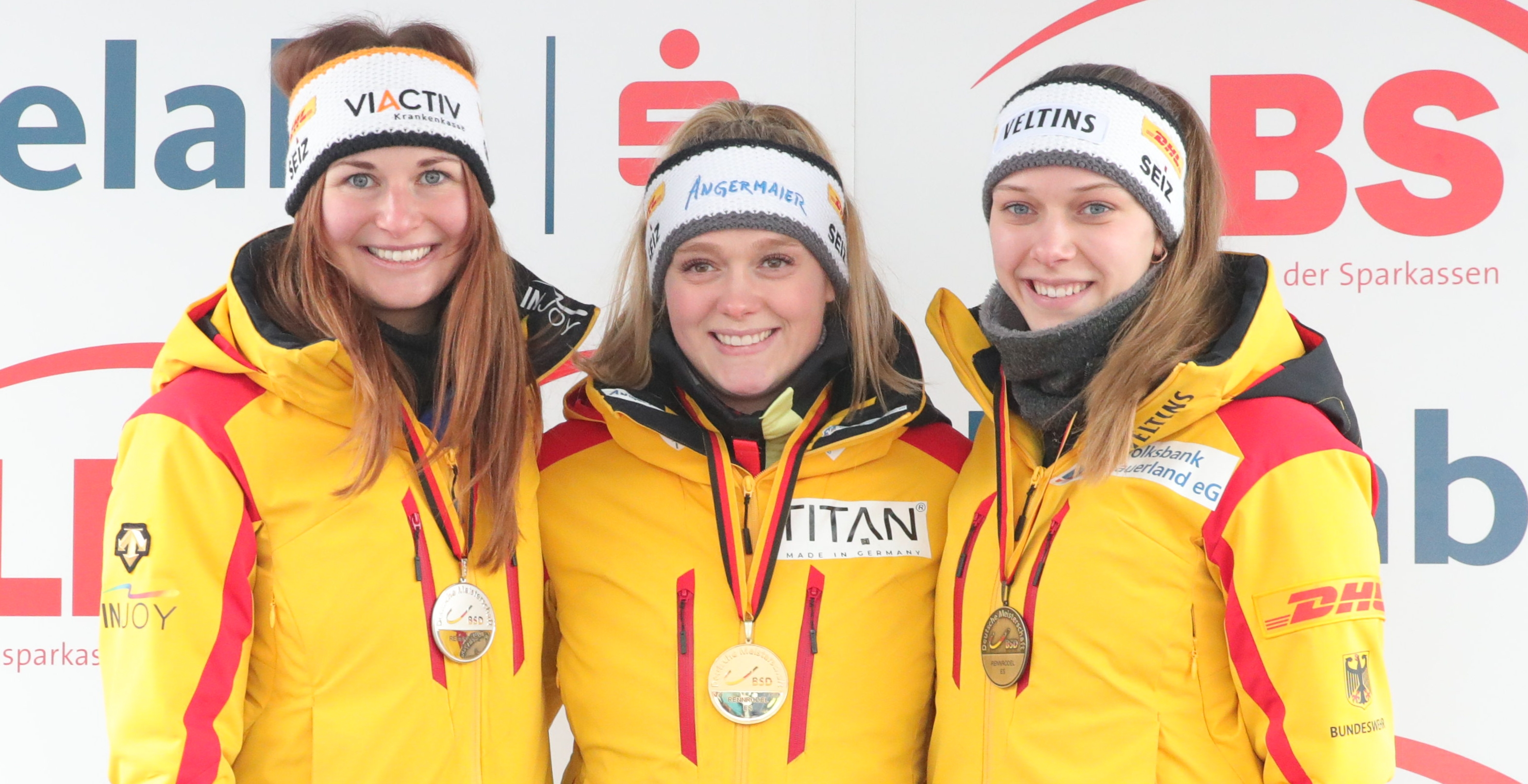
Il podio nella prova del singolare femminile.

| Pos. | Atlete             | Squadre                       | Tempo    | Distacco |
| ---- | ------------------ | ----------------------------- | -------- | -------- |
|      | Anna Berreiter     | RC Berchtesgaden              | 1'24"206 | –        |
|      | Julia Taubitz      | WSC Erzgebirge Oberwiesenthal | 1'24"478 | +0"272   |
|      | Cheyenne Rosenthal | BSC Winterberg                | 1'24"895 | +0"689   |
| 4    | Melina Fischer     | ESV Lok Zwickau               | 1'25"537 | +1"331   |
| 5    | Dajana Eitberger   | RC Ilmenau                    | 1'25"561 | +1"355   |
| 6    | Lina-Malin Schmid  | WSC Erzgebirge Oberwiesenthal | 1'25"925 | +1"719   |

### Singolo uomini
La gara fu disputata il 30 dicembre 2022 nell'arco di due manches e presero parte alla competizione 9 atleti; campione uscente era Johannes Ludwig, non presente alla prova, ed il titolo fu conquistato da Felix Loch -il suo ottavo- davanti a Max Langenhan ed a Timon Grancagnolo.

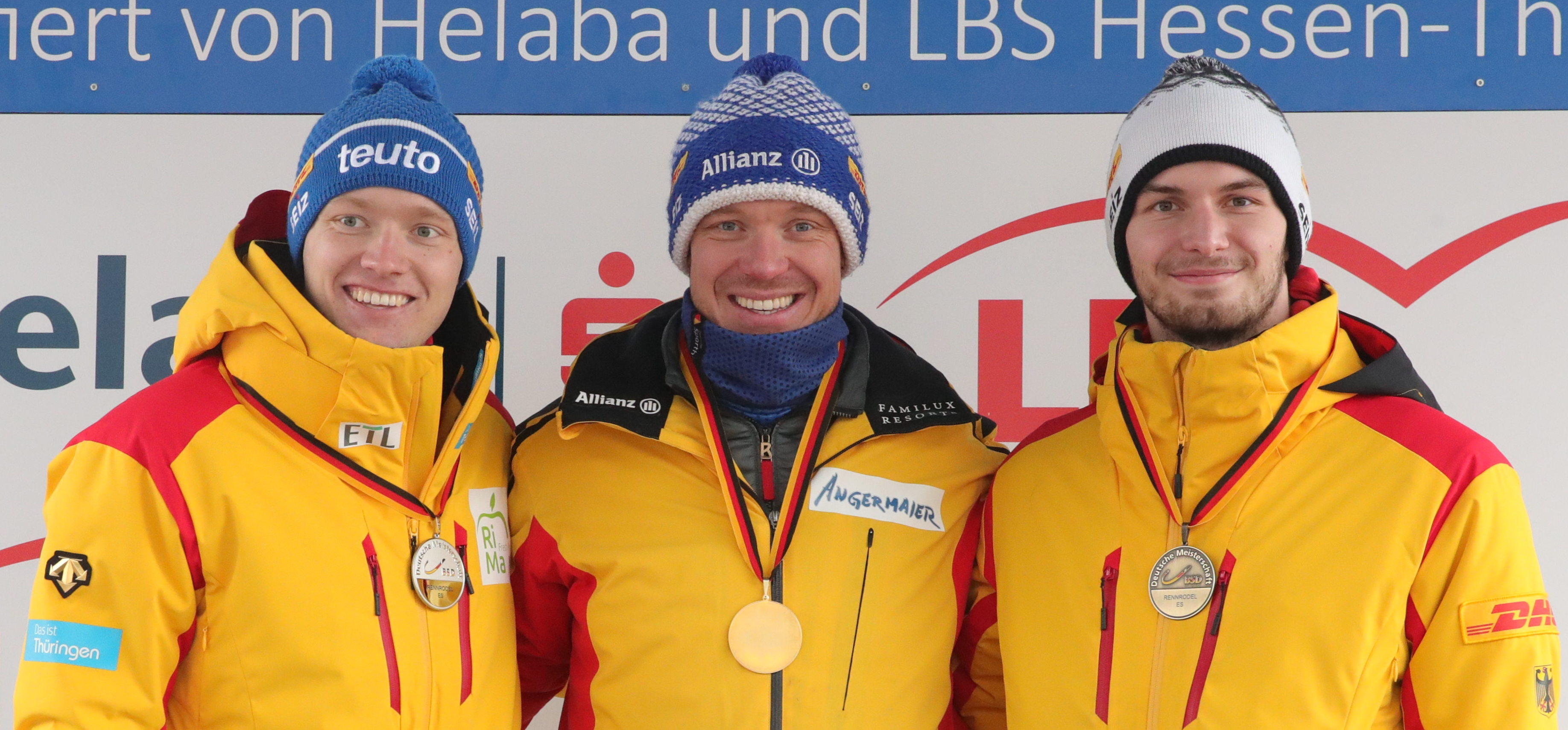
Il podio nella prova del singolare maschile.

| Pos. | Atleti            | Squadre                       | Tempo    | Distacco |
| ---- | ----------------- | ----------------------------- | -------- | -------- |
|      | Felix Loch        | RC Berchtesgaden              | 1'26"208 | –        |
|      | Max Langenhan     | BRC 05 Friedrichroda          | 1'26"368 | +0"160   |
|      | Timon Grancagnolo | ESV Lok Zwickau               | 1'26"661 | +0"453   |
| 4    | Moritz Bollmann   | RRV Sonneberg/Schalkau        | 1'26"713 | +0"505   |
| 5    | Sebastian Bley    | RT Suhl                       | 1'26"726 | +0"518   |
| 6    | David Nößler      | SV Schmalkalden               | 1'26"807 | +0"599   |
| 7    | Mathis Ertel      | RRC Altenberg                 | 1'27"410 | +1"202   |
| 8    | Hans Fritzsch     | WSC Erzgebirge Oberwiesenthal | 1'28"554 | +2"346   |
| DSQ  | Florian Müller    | WSC Erzgebirge Oberwiesenthal | –        | –        |

### Doppio donne
La gara fu disputata il 30 dicembre 2022 nell'arco di due manches e presero parte alla competizione 4 atlete; il titolo, il primo in questa specialità, fu conquistato da Jessica Degenhardt e Cheyenne Rosenthal davanti a Elisa-Marie Storch ed Elia Reitmeier.

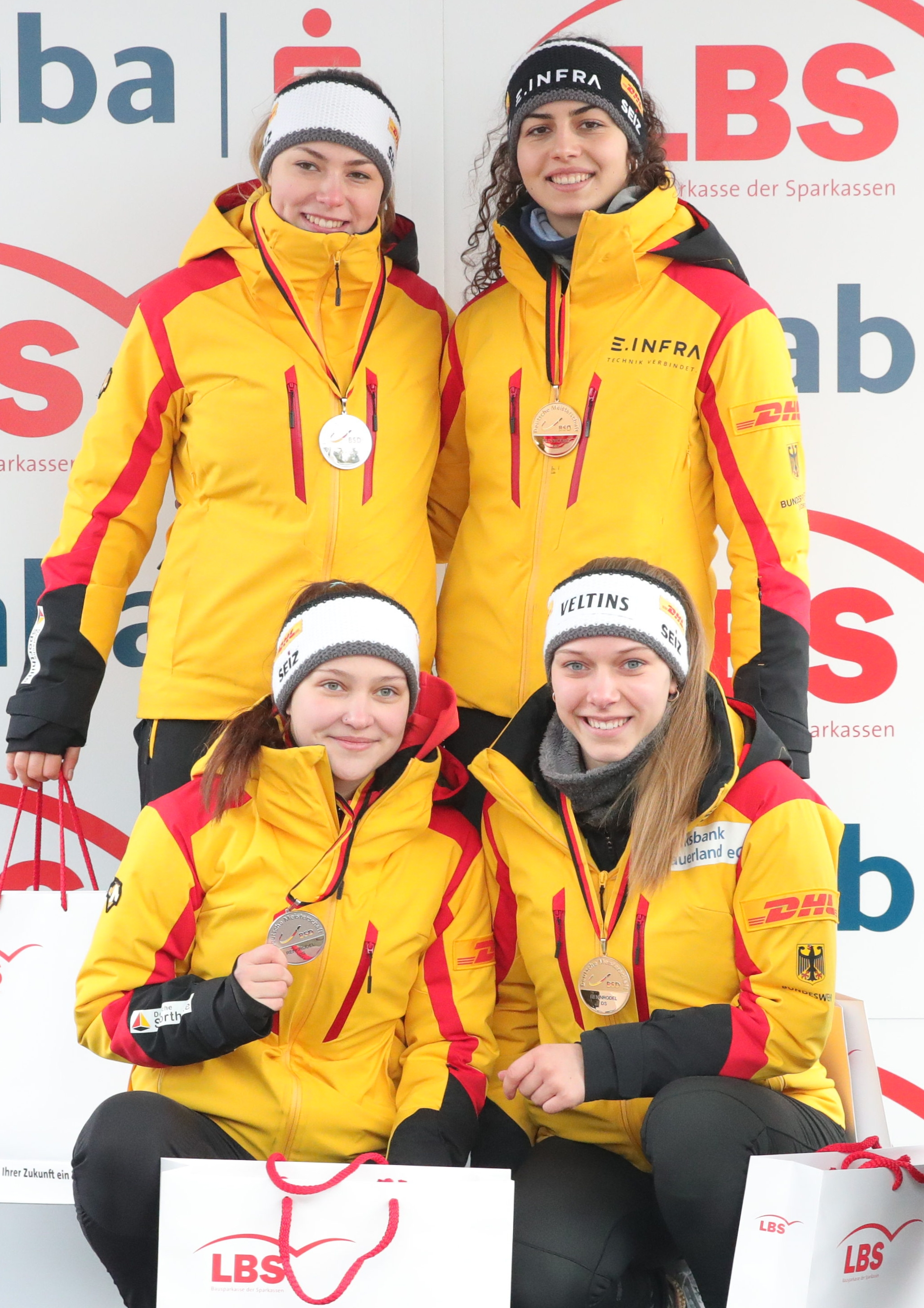
Il podio nella prova a coppie femminile.

| Pos. | Atlete                                | Squadre                      | Tempo    | Distacco |
| ---- | ------------------------------------- | ---------------------------- | -------- | -------- |
|      | Jessica Degenhardt Cheyenne Rosenthal | RRC Altenberg BSC Winterberg | 1'26"427 | –        |
|      | Elisa-Marie Storch Elia Reitmeier     | RT Suhl RC Ilmenau           | 1'28"363 | +1"936   |

### Doppio uomini
La gara fu disputata il 30 dicembre 2022 nell'arco di due manches e presero parte alla competizione 14 atleti; campioni uscenti erano Toni Eggert e Sascha Benecken, che conclusero la prova al secondo posto, ed il titolo fu conquistato da Tobias Wendl e Tobias Arlt -il loro sesto-, mentre terzi giunsero Hannes Orlamünder e Paul Gubitz.

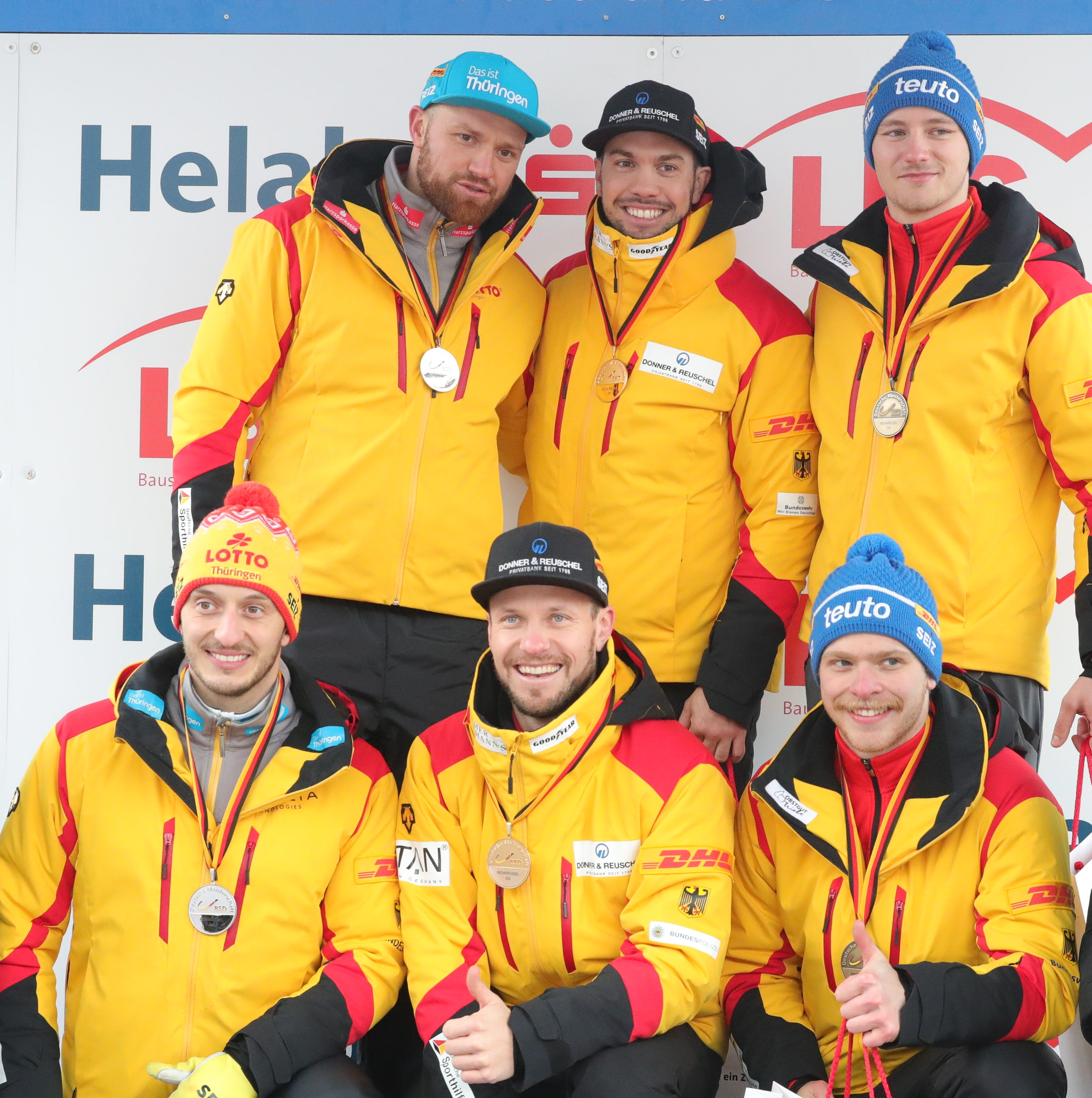
Il podio nella prova a coppie maschile.

| Pos. | Atleti                        | Squadre                        | Tempo    | Distacco |
| ---- | ----------------------------- | ------------------------------ | -------- | -------- |
|      | Tobias Wendl Tobias Arlt      | RC Berchtesgaden WSV Königssee | 1'23"974 | –        |
|      | Toni Eggert Sascha Benecken   | BRC Ilsenburg RT Suhl          | 1'24"114 | +0"140   |
|      | Hannes Orlamünder Paul Gubitz | RRC Zella-Mehlis               | 1'24"361 | +0"387   |
| 4    | Robin Geueke David Gamm       | BSC Winterberg                 | 1'24"459 | +0"485   |
| 5    | Pascal Kunze Maddox Götze     | ESV Lok Zwickau RRC Altenberg  | 1'24"956 | +0"982   |
| 6    | Moritz Jäger Valentin Steudte | RRC Zella-Mehlis RT Suhl       | 1'25"089 | +1"115   |
| 7    | Max Ewald Jakob Jannusch      | RT Suhl RRV Sonneberg/Schalkau | 1'25"615 | +1"641   |

### Gara a squadre
La gara fu disputata il 30 dicembre 2022 ed ogni squadra prese parte alla competizione con un'unica formazione; nello specifico la prova vide la partenza di una "staffetta" composta da una singolarista donna, un singolarista uomo ed un doppio, che scesero lungo il tracciato consecutivamente senza interruzione dei tempi tra un componente e l'altro per ognuna delle 7 formazioni in gara; il tempo totale così ottenuto laureò campione la squadra di Dajana Eitberger, Felix Loch, Tobias Wendl e Tobias Arlt davanti al team composto da Julia Taubitz, Max Langenhan, Toni Eggert e Sascha Benecken ed a quello formato da Anna Berreiter, Sebastian Bley, Hannes Orlamünder e Paul Gubitz.

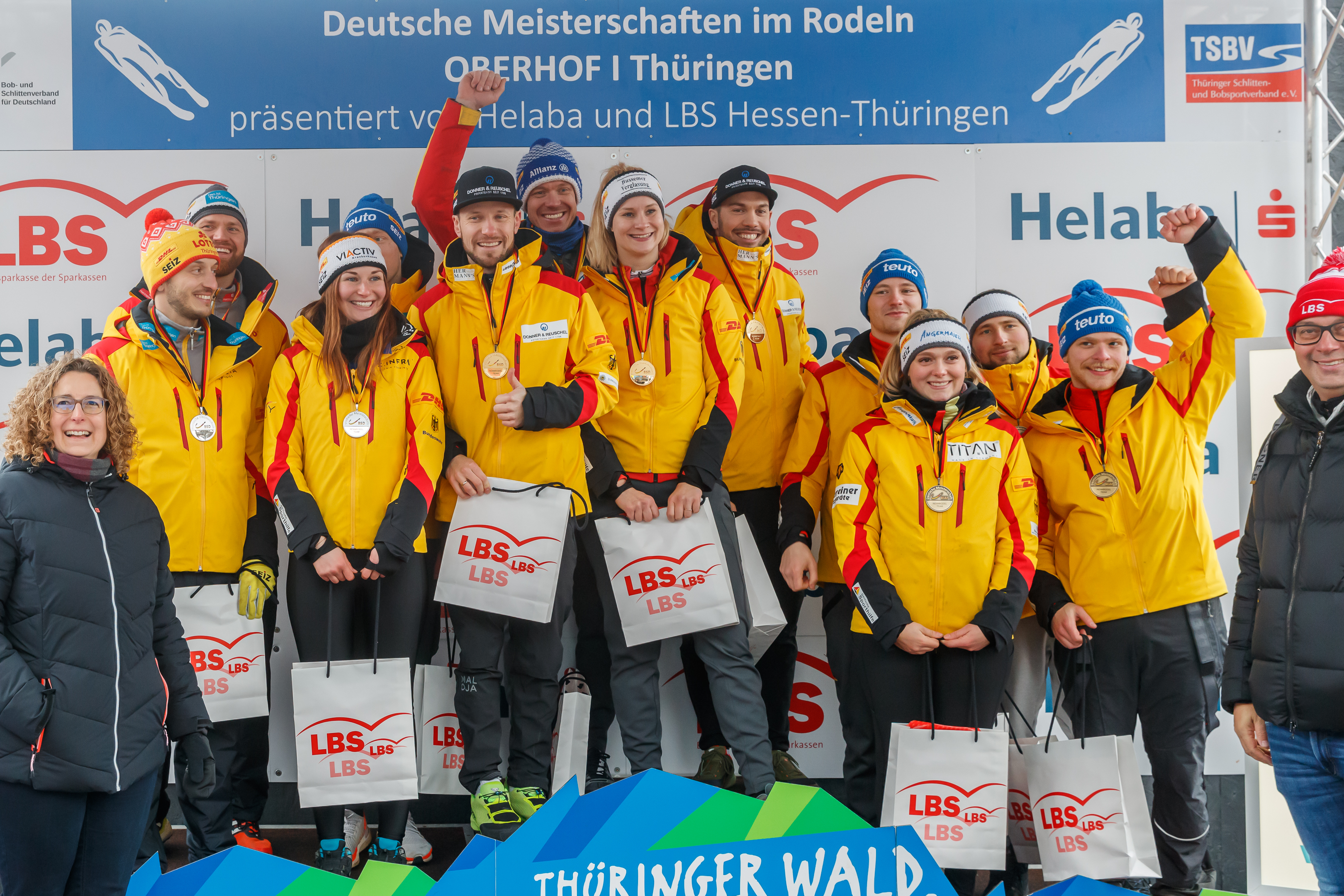
Il podio nella prova a staffetta.

| Pos. | Squadre                 | Atleti                                                          | Tempo    | Distacco |
| ---- | ----------------------- | --------------------------------------------------------------- | -------- | -------- |
|      | Germania II             | Dajana Eitberger Felix Loch Tobias Wendl / Tobias Arlt          | 2'21"945 | –        |
|      | Germania I              | Julia Taubitz Max Langenhan Toni Eggert / Sascha Benecken       | 2'22"318 | +0"373   |
|      | Germania III            | Anna Berreiter Sebastian Bley Hannes Orlamünder / Paul Gubitz   | 2'22"515 | +0"570   |
| 4    | Germania IV             | Cheyenne Rosenthal David Nößler Robin Geueke / David Gamm       | 2'23"622 | +1"677   |
| 5    | Germania V              | Melina Fischer Moritz Bollmann Max Ewald / Jakob Jannusch       | 2'23"882 | +1"937   |
| 6    | Germania VII / Svizzera | Natalie Maag Florian Müller Moritz Jäger / Valentin Steudte     | 2'24"187 | +2"242   |
| 7    | Germania VI             | Lina-Malin Schmid Timon Grancagnolo Pascal Kunze / Maddox Götze | 2'24"224 | +2"279   |